# 해양제국
해양제국 (海洋帝國, maritime empire) 또는 탈라소크라시 (thalassocracy)는 드넓은 해양을 강역으로 삼은 국가나 해양을 기반으로 한 제국을 일컫는다. 해양제국은 타국을 속국으로 둘 정도로 강력한 패권을 지녔던 제국의 특성과는 달리, 자신의 기반 영토 내에서도 지배적인 국가가 아닌 경우가 대부분이다. 또한 대륙의 본토를 확장해 나가는 육지제국 (tellurocracy)과는 달리 해양제국은 해운에 기반하여 각지로 진출한다는 특징이 있다.
영어권에서 사용되는 명칭인 '탈라소크라시'는 라는 용어는 군사적, 상업적 배경에서 제해권이 우월한 상태를 가리키는 말로도 사용된다. 탈라소크라시라는 말 자체는 고대 그리스에서 미노스 문명의 정치체제를 설명하기 위해 사용한 단어로서 그 권력이 해군에 기반한다고 보았기 때문이다. 그리스의 역사학자였던 헤로도투스는 해상 강대국과 육상 강대국을 구별했으며, 페니키아의 탈라소크라시 정치체제에 대항하려면 그리스도 '해양제국'을 건설할 필요가 있음을 역설했다.
해양제국의 대표적인 예시로는 티레, 시돈, 카르타고를 기반으로 한 고대 페니키아 문명, 지중해를 기반으로 한 베네치아와 제노바 등의 이탈리아 해양공화국, 인도 타밀나두를 기반으로 한 콜라 제국, 아라비아의 오만 제국, 해양 동남아시아의 스리위자야와 마자파히트 제국이 있다.
해양제국의 실현과 이념은 간혹 해양주의 (maritimism, 다대륙주의, 대서양주의 등)로도 라고 불리며, 대륙주의 (유라시아주의 등)과는 대조되는 개념이다.

## 어원
영어의 '탈라소크라시'라는 단어는 고대 그리스의 문헌에서 비롯된 것으로, 영국의 고전학자 존 린튼 마이어스가 발견하여 〈탈라소크라시의 일람〉 (the List of Thalassocracies)라 명명하면서 알려졌다. :87–88 이 목록은 4세기 초 카이사레아 마리티마의 주교였던 유세비우스의 세계사 문헌인 〈크로니콘〉에 실려 있었다. 유세비우스는 과거 지중해의 여러 정치체제를 "해상지배"로 규정하고 이를 연대순으로 나열했다.
〈탈라소크라시의 일람〉에는 트로이 멸망 후의 리디아부터 시작해서 에기나로 끝나는, 각 수년간 바다를 지배해 왔던 일련의 '탈라소크라시'를 소개하고 있다. 이를 통해 지중해의 완전한 통제력이 여러 해양국가 사이의 손을 거쳐왔다는 점에서 배타적이면서도 꾸준한 제해권이 연달아 존재했음을 제시하고 있다. 마지막 부분에서 에기나가 아테네에 해군병력을 바친 사실은 언급하고 있지 않기 때문에 아테네가 주도하는 델로스 동맹이 강화되기 이전에 기록되었을 가능성이 높다.
유세비우스의 일람은 디오도로스 시켈로스의 저작을 통해 살아남았으며, 4세기 신학자이자 역사가인 히에로니무스의 〈크로니콘〉과 동로마 제국의 연대작가 게오르기우스 신켈루스의 〈크로노그래프의 초록〉에도 소개되었다. 독일의 고전학자 크리스티안 고틀로브 하이너도 1771년 단편을 통해 목록을 재구성했으며, 마침내 1906년~1907년 존 마이어스의 세부연구와 1970년대 몰리 밀러의 광범위 연구를 통해 재조명됐다.

## 역사

### 인도와 동남아시아

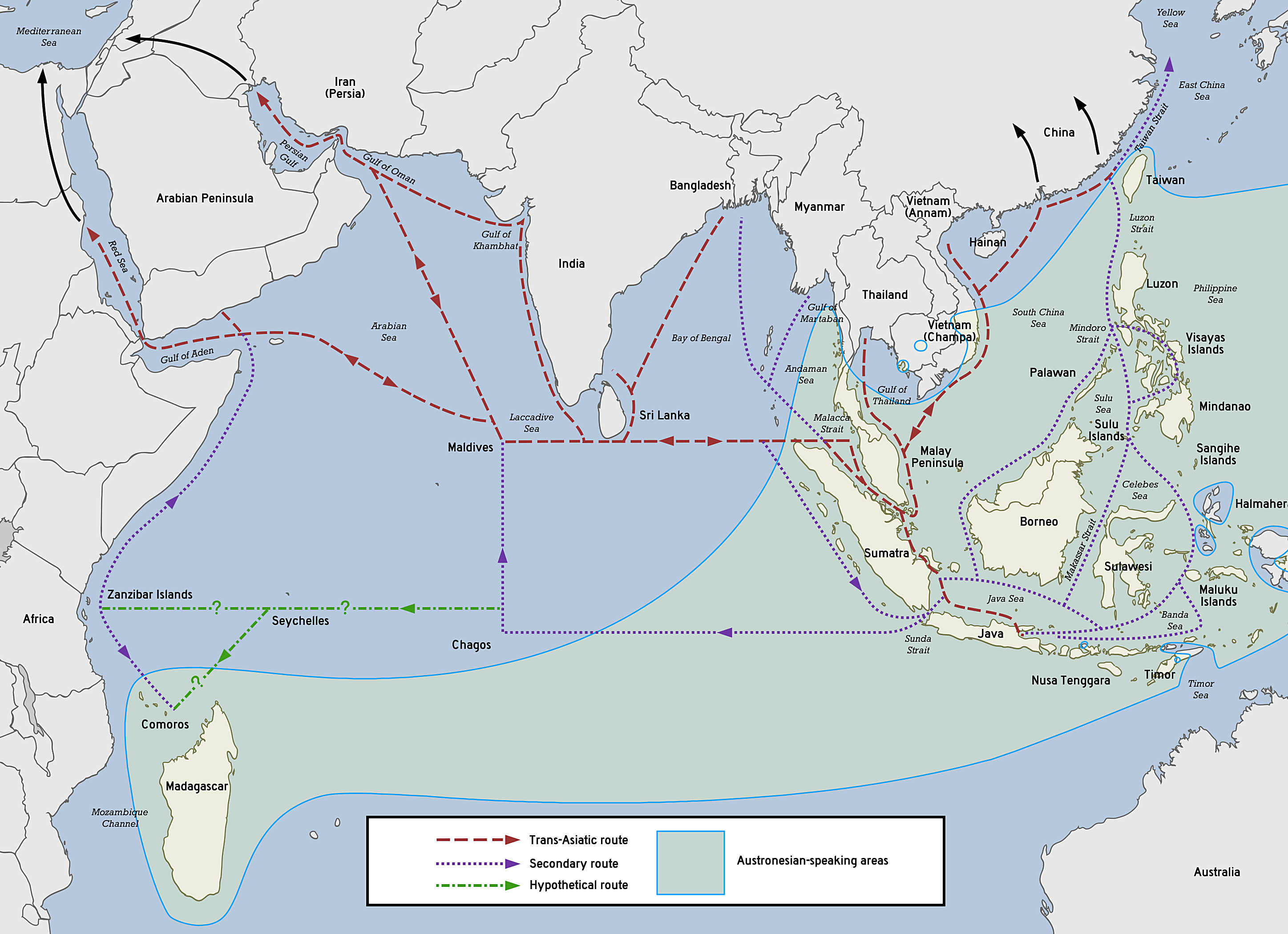
인도양의 오스트로네시아족이 전개해 나간 선사 시대 무역로와 역사 시대 해양 실크로드

해양 동남아시아로 진출한 오스트로네시아족은 인도양에 처음으로 체계적인 해상무역로을 전개해 나갔다. 이들은 최소 기원전 1500년대부터 남인도와 스리랑카를 잇는 교역로를 개척하여 특산품 (쌍동선, 아웃리거, 빈랑껌)와 재배작물 (코코넛, 백단향, 바나나, 사탕수수)을 거래하였으며 인도와 중국의 물질 문화를 잇는 역할을 하였다. 특히 고대 인도네시아인들은 카타마란과 아웃리거선을 이용해 인도양의 서풍을 타고 동아프리카와 향신료 거래(주로 계피와 육계)에 나섰다. 이러한 무역망은 서쪽으로 아프리카와 아라비아 반도까지 뻐져 나갔으며, 그 결과 기원후 수백년간 오스트로네시아인에 의한 마다가스카르 식민지화가 이루어졌다. 이는 역사 시대로 넘어가서도 이어져 훗날 해양 실크로드로 진화하는 밑거름이 되었다.
인도-태평양 지역 내 최초의 해양제국은 서기 2세기경에 출현하기 시작했다. 당시 엠포리움 (교역소)의 발달과 오스트로네시아인의 선진 항해술로 믈라카 해협을 거쳐 부남과 인도를 잇는 무역로가 번성하였다. 이에 수많은 해안 도시국가가 등장하였고, 하구 근처에 무역항을 건설하여 해양무역에 나서려는 내륙 상품의 연계를 보다 수월하게 만들었다. 이러한 도시국가는 동남아시아와 그 너머의 다른 무역 중심지와 무역망을 구축했으며, 도시국가의 통치자는 권력 강화를 위해 인도의 사회체제와 종교를 수용하여 점차 인도화되어가는 모습을 보였다.
스리위자야 제국은 7세기경 믈라유, 크다, 타루마나가라, 마타람 등지의 해양국가를 정복하고 휘하로 복속시키면서 부상하였다. 이로써 스리위자야 해양제국은 동남아시아의 해운로를 통제하고 말루쿠 제도의 향신료 무역과 인도-중국 간의 해상 무역로를 활용할 수 있었다. 스리위자야 제국은 1275년경 싱하사리 왕국에  다시 정복당했고, 결국 후대의 또다른 해양제국인 마자파힛 제국 (1293년~1527년)에 흡수되었다.

라카디브해를 기반으로 해양제국을 건설한 아라칼 왕국. 먼바다의 윗쪽이 락샤드위프 제도, 아래가 몰디브 제도이다.

남인도에서는 케랄라주 칸누르를 수도로 삼은 이슬람계 국가인 아라칼 왕국이 해양제국으로 꼽힌다. 아라칼 왕국의 5대 국왕이었던 알리 무사는 1183년~1184년 본국으로부터 훨씬 남쪽 해상에 위치한 말라드위프 (몰디브) 제도의 일부를 정복했다.
몰디브 제도와 락샤드위프 제도 (라카디브)와의 연관성은 포르투갈 등의 유럽인들에게도 널리 알려져 있었으며 두 제도를 구분하는 해협은 아라칼 국왕의 이름을 따서 '맘말리 해협' (Mammali's Channel)이란 이름으로 불렸다. 몰디브 국왕은 16세기 초까지 아라칼 왕국과의 조공관계를 이어갔다.

### 유럽과 지중해

이탈리아 반도에 소재했던 해양공화국의 위치와 문장

고대 지중해의 해양 중심 강대국으로는 페니키아, 아테네 (델로스 동맹), 카르타고, 리부르니아, 중견국으로는 에기나, 로도스가 있었다. 중세 전기 (500년~1000년경)에는 이탈리아 남부의 여러 해안 도시가 소규모 해양국가로 발전했다. 이들 국가는 항구와 연안을 방어하고 적국의 연안을 공격하기 위해 해군력을 동원하는 것을 주력으로 국력을 키워 나갔다. 대표적인 예시로는 가에타 공국과 아말피 공국이 있었다. 비슷한 시기 9세기~13세기에 존속한 북유럽의 군도 왕국은 브리튼 제도의 맨섬과 헤브리디스 제도, 그리고 그레이트브리튼섬 연안의 여러 섬들을 영토로 삼았다.
중세 유럽에서는 육지에 기반을 두고 지중해를 지배했던 해양제국이 많았다. 그 중에서도 특히 이탈리아 반도에 소재했던 국가는 공화정 체제인 경우가 많아 해양공화국으로도 불렸는데, 베네치아 공화국, 제노바 공화국, 피사 공화국이 가장 대표적이며 아말피 공국, 안코나 공화국, 라구사 공화국, 가에타 공국, 놀리 공화국도 해양공화국에 해당되었다. 이들 국가는 수세기 동안 지중해의 무역과 영토를 지배했으며, 상업적 교류 뿐만 아니라 문화예술의 교류도 활발히 하였다. 여기에 십자군 전쟁 당시 예루살렘 원정에 나서면서도 필수적인 역할을 했다.
12세기~15세기 제노바 공화국은 서부 지중해의 무역을 독점하여 수많은 국가에 식민지와 무역소를 세웠고, 종국에는 흑해에도 영토를 점령하여 진출하게 되었다. 제노바는 중세 후기 유럽에서 해군력이 가장 큰 강대국 중 하나로 남았다.
15세기 베네치아 공화국의 영토는 예로부터 자신들의 근거지였던 베네치아와 주변 석호에 해당되는 도가도, 이탈리아 본토 북부의 영토인 도미니 디 테라페르마, 그리고 아드리아해와 이오니아해 연안과 섬의 외곽영토인 스타토 다 마르로 구성됐다. 프랑스 역사학자 페르낭 브로델은 베네치아 공화국이 '분산 제국'이라 규정하면서, 무역소를 기반으로 자본주의 교역망을 길게 늘어뜨린 해양제국으로 평가했다.
14세기~15세기 아라곤 왕국은 오늘날 스페인 동부 지역과 프랑스 최남단의 북카탈루냐, 그리고 사르데냐섬 등 지중해 내 여러 영토를 지배하는 해양제국의 성격을 띄었다. 현재 유럽 내 카탈루냐어권의 영역은 이 시기 아라곤 왕국의 강역과 다소간 일치하며 특히 사르데냐에서는 알게로 방언의 형태로 카탈루냐어가 남아 있다.

### 대륙간 해양제국

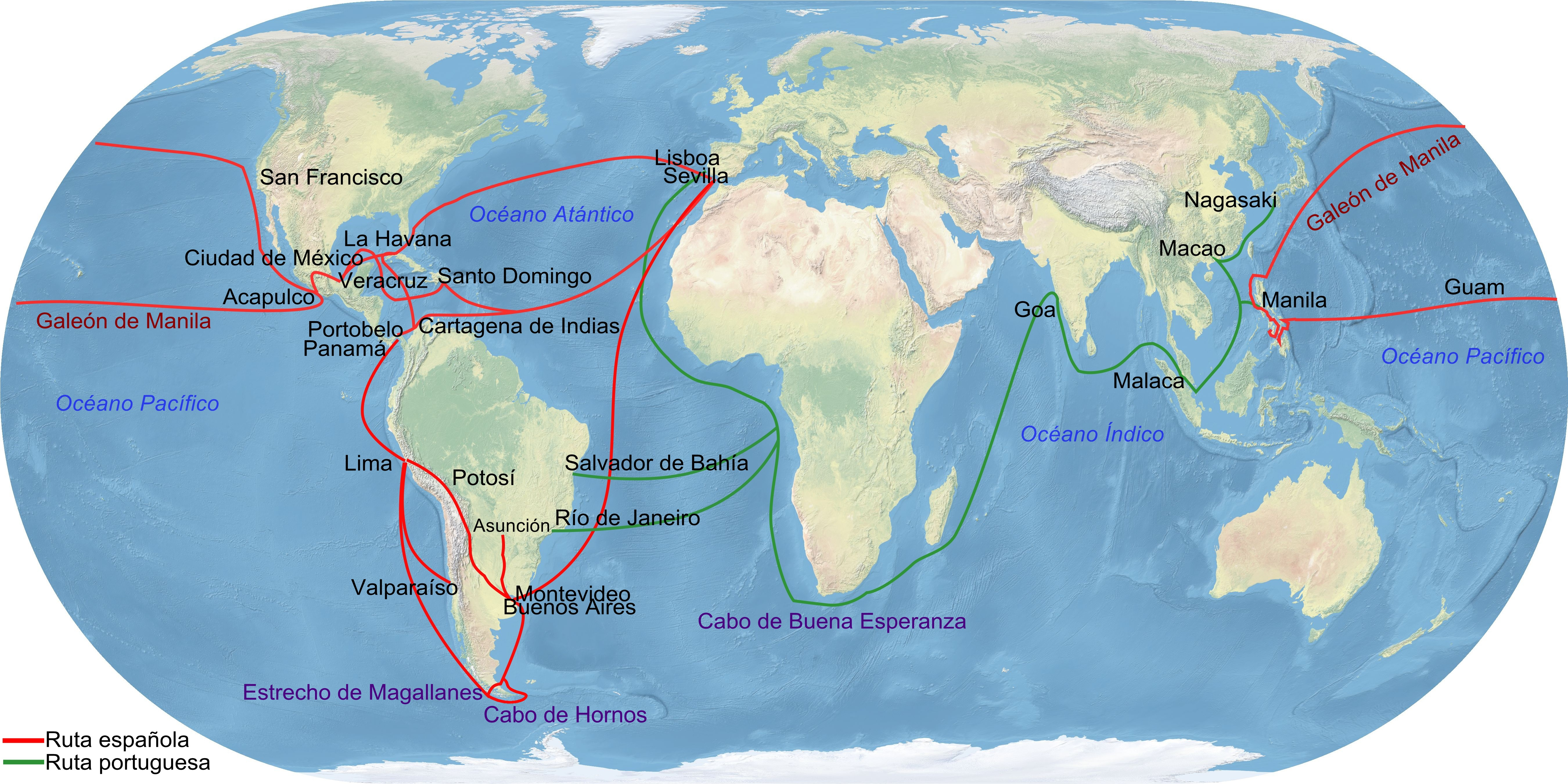
스페인과 포르투갈 제국의 주요 무역로

근대에 이르러 대항해시대가 되자 지중해 국가 가운데 대륙간 해양제국을 건설한 국가가 등장했다. 이들 국가 대다수는 유럽의 영토에 뿌리를 두고 해군력을 바탕으로 아메리카, 아프리카, 아시아 등 다른 대륙에 식민제국을 건설했다. 연대순으로 보면 가장 먼저 등장한 15세기 포르투갈 제국과 스페인 제국, 16세기 네덜란드 제국이 있었다. 네덜란드 제국을 누르고 부상한 대영제국은 해군력을 바탕으로 전세계 각지의 광대한 영토를 장악하며 '태양이 지지 않는 나라'라는 별명이 붙었다.
20세기 들어 해군예산 경쟁, 식민주의의 종식과 대다수 식민지들의 독립으로 수세기 동안 전세계 바다를 지배해 온 해양제국들은 약화되었다. 다만 1982년 포클랜드 전쟁에서 드러난 영국의 해군력 투사는 기존 해양제국의 영향력이 여전함을 입증하였다.
유럽계 해양제국 외에도 튀르키예를 기반으로 한 오스만 제국은 육지의 경계를 벗어나 동지중해를 지배하였으며 15세기부터는 인도양에 진출하면서 해양제국으로 변모해 나갔다.

## 해양제국의 예시
다음은 시대순으로 나열한 해양제국 (탈라소크라시)의 예시이다.
- 프리기아 왕국
- 도리스 (기원전 12세기~6세기)
- 리부르니아 (기원전 11세기~1세기)
- 미노아 문명
- 델로스 동맹
- 페니키아
- 고대 카르타고
- 타루마 왕국 (358년~669년)
- 아라칼 왕국
- 촐라 왕국
- 달 리어타 (6세기~7세기)
- 군도 왕국
- 마타람 왕국 (716년~1016년)
- 톤도 왕국 (900년경~1589년)
- 통가 제국 (950년경~1865년)
- 킬와 술탄국 (957년~1513년)
- 부투안 왕 (1001년~1597년)
- 북해 제국 (1013년~1042년)
- 믈라유 왕국 (1028년~1347년)
- 케디리 왕국 (1042년~1222년)
- 크다 술탄국 (1136년~1821년)
- 아라곤 연합왕국 (1162년~1716년)
- 스리위자야 제국
- 싱하사리 왕국
- 마자피힛 제국
- 참파
- 브루나이 술탄국 (1368년)
- 아주란 술탄국
- 노레그 왕국
- 해양 공화국
- 한자 동맹
- 고와 왕국 (14세기~1957년)
- 믈라카 술탄국 (1400년~1511년)
- 세부 왕국 (1400년경~1565년)
- 포르투갈 제국 (1415년~1999년)
- 류큐 왕국 (1429년~1879년)
- 티도레 술탄국 (1450년~1967년)
- 술루 술탄국 (1457년~1915년)
- 드마크 술탄국 (1475년~1554년)
- 테르나테 술탄국 (1486년~1950년)
- 스페인 제국 (1492년~1975년)
- 대영제국 (1497년~1997년)
- 마이닐라 (1500년~1571년)
- 마긴다나오 술탄국 (1515년~1899년)
- 덴마크-노르웨이 (1524년~1814년)
- 조호르 술탄국 (1528년~1824년)
- 네덜란드 제국 (1602년~1975년)
- 동녕국 (1661년~1683년)
- 오만 제국 (1696년~1856년)
- 해적 공화국 (1706년~1718년)
- 스웨덴 제국
- 무스카트 오만 술탄국 (1856년~1970년)
- 일본 제국 (1868년~1947년)

## 같이 보기
- 앨프리드 세이어 머핸
- 제도국가
- 대양해군
- 여러 대륙에 걸친 나라 목록
- 여러 대륙에 걸친 옛 나라 목록
- 해군력
- 해전
- 유목제국
- 육지제국